# Zodion triste
Zodion triste är en tvåvingeart som beskrevs av Jacques-Marie-Frangile Bigot 1887. Zodion triste ingår i släktet Zodion och familjen stekelflugor. Inga underarter finns listade i Catalogue of Life.